# Minerva (Ohio)
Minerva – wieś w Stanach Zjednoczonych, w stanie Ohio, w hrabstwie Carroll.